# El Chadaille Bitshiabu
El Chadaille Bitshiabu (Villeneuve-Saint-Georges, 16 mei 2005) is een Frans voetballer die doorgaans als centrale verdediger speelt. Hij verruilde Paris Saint-Germain in juli 2023 voor RB Leipzig.

## Clubcarrière
Bitshiabu speelde in de jeugd van US Saint-Denis en Boulogne-Billancourt en werd in 2017 opgenomen in de jeugdopleiding van Paris Saint-Germain. Hier tekende hij op 29 juli 2021 zijn eerste profcontract. Bitshiabu maakte op 19 december 2021 zijn profdebuut, in een bekerduel tegen SC Feignies. Hij was toen 16 jaar en 213 dagen oud, wat hem de jongste debutant ooit maakte voor Paris Saint-Germain. Hij mocht later dat jaar ook voor het eerst invallen in de Ligue 1, tegen Angers SCO. Hij kreeg in seizoen 2022/23 in dertien speelronden speeltijd, waarvan zes keer als basisspeler.
Bitshiabu verruilde Paris Saint-Germain in juli 2023 voor RB Leipzig, waar hij een vijfjarig contract tekende.

## Clubstatistieken
| Seizoen | Club                | Competitie | Competitie | Competitie | Beker | Beker | Internationaal | Internationaal | Totaal | Totaal |
| Seizoen | Club                | Competitie | Wed.       | Dlp.       | Wed.  | Dlp.  | Wed.           | Dlp.           | Wed.   | Dlp.   |
| ------- | ------------------- | ---------- | ---------- | ---------- | ----- | ----- | -------------- | -------------- | ------ | ------ |
| 2021/22 | Paris Saint-Germain | Ligue 1    | 1          | 0          | 2     | 0     | 0              | 0              | 3      | 0      |
| 2022/23 | Paris Saint-Germain | Ligue 1    | 13         | 0          | 2     | 0     | 1              | 0              | 16     | 0      |
| 2023/24 | RB Leipzig          | Bundesliga | 0          | 0          | 0     | 0     | 0              | 0              | 0      | 0      |
| Totaal  | Totaal              | Totaal     | 14         | 0          | 4     | 0     | 1              | 0              | 19     | 0      |

Bijgewerkt op 20 juli 2023.

## Interlandcarrière
Bitshiabu maakte deel uit van verschillende Franse nationale jeugdselecties. Hij won met Frankrijk –17 het EK –17 van 2022. Hij speelde dat toernooi vijf van de zes speelronden van begin tot einde. Hij kwam alleen niet in actie tijdens de derde groepswedstrijd, toen de Fransen al zeker waren van de kwartfinales.

## Erelijst
| Competitie            |                     |                     |                     |                     |
| Competitie            | Aantal              | Jaren               |                     |                     |
| Paris Saint-Germain   | Paris Saint-Germain | Paris Saint-Germain | Paris Saint-Germain | Paris Saint-Germain |
| --------------------- | ------------------- | ------------------- | ------------------- | ------------------- |
| Kampioen Ligue 1      | 2x                  | 2021/22, 2022/23    |                     |                     |
| Frankrijk –17         |                     |                     |                     |                     |
| Europees kampioen –17 | 1x                  | 2022                |                     |                     |